# Armadillidium nigrum
Armadillidium nigrum is een pissebed uit de familie Armadillidiidae. De wetenschappelijke naam van de soort is voor het eerst geldig gepubliceerd in 1956 door Arcangeli.